# Trattato di Sahagún
Il trattato di Sahagún fu sottoscritto a Sahagún il 4 giugno 1170 fra Alfonso VIII di Castiglia e Alfonso II d'Aragona.
Secondo i termini dell'accordo, Alfonso VIII di Castiglia garantiva al monarca aragonese il pagamento di 40 000 maravedì entro cinque anni da parte di Ibn Mardanish e l'accettazione di quest'ultimo dell'arbitrato di quattro conti per le questioni pendenti, mentre Alfonso II d'Aragona si impegnava in cambio a mantenere la pace con il "re lupo" — così era soprannominato Ibn Mardanish — per cinque anni.
A questo trattato seguì il trattato di Cazorla del 1179, stipulato tra gli stessi sovrani.